# Victoria Spartz

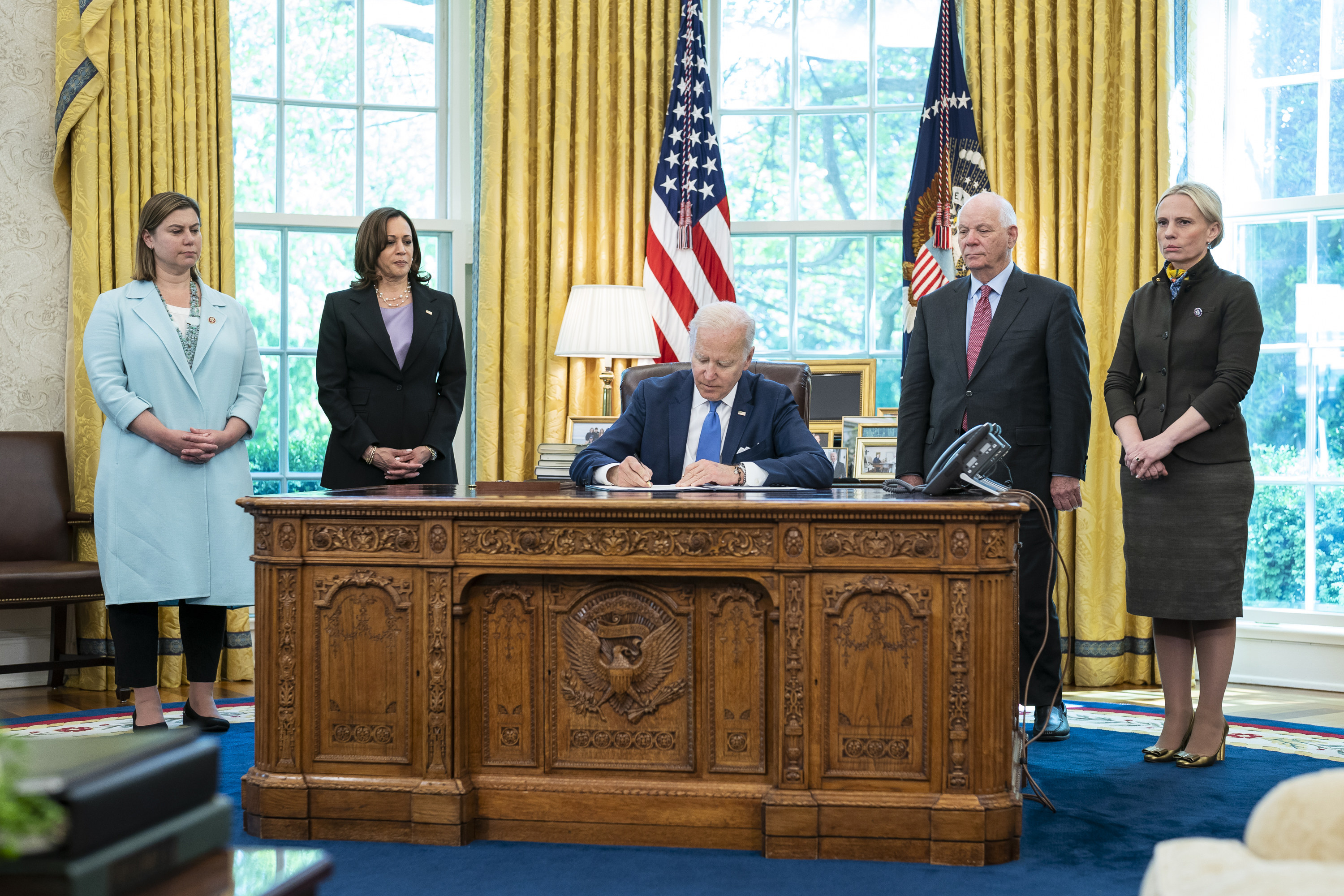
Prezydent Joe Biden podpisuje Ustawę Lend-Lease z 2022 r. na rzecz obrony demokracji na Ukrainie (po prawej Victoria Spartz)

Victoria Spartz (z domu Kulheyko; ukr. Вікторія Кульгейко; ur. 6 października 1978 w Nosówce) – ukraińsko-amerykańska bizneswoman i polityk, członkini Partii Republikańskiej. Od 2021 roku kongreswoman ze stanu Indiana.
Jest pierwszą członkinią Kongresu urodzoną na Ukrainie, a także pierwszą urodzoną w republice sowieckiej.

## Życiorys
Wyemigrowała do Stanów Zjednoczonych w 2000 roku, a w 2006 roku uzyskała obywatelstwo amerykańskie.
Otrzymała tytuły Bachelor of Science in Economics i Master of Business Administration na Narodowym Uniwersytecie Ekonomicznym w Ukrainie oraz Master of Professional Accountancy na Indiana University w Indianapolis. Ukończyła również program Executive Education na Harvard Business School w zakresie opieki zdrowotnej.
Wykładała jako adiunkt w Kelley School of Business na Uniwersytecie Indiany. Prowadziła działalność gospodarczą w zakresie doradztwa finansowego oraz rolnictwa i nieruchomości. Przed powołaniem do senatu Indiany w 2017 roku pełniła funkcję dyrektora finansowego w biurze prokuratora generalnego stanu Indiana.
W 2017 roku Spartz została wybrana do Senatu Indiany, aby reprezentować 20. okręg po rezygnacji Luke’a Kenleya. W wyborach do Izby Reprezentantów USA w 2020 roku pokonała swoją demokratyczną oponentkę stosunkiem 51,7% do 44,2% głosów. W Kongresie reprezentuje 5. okręg obejmujący północną część Indianapolis i jego przedmieścia.

## Polityka
Pod koniec 2020 roku Spartz została zidentyfikowana jako uczestnik Freedom Force, powiększającej się grupy republikańskich członków Izby Reprezentantów, którzy deklarują „walkę z socjalizmem w Ameryce”.
Uważa się za część ruchu pro-life oraz ma poparcie organizacji Indiana Right to Life. W latach 2017–2020 uzyskała 100-procentowy wynik głosowań w obronie życia w rankingach organizacji konserwatywnych.
Stała się jednym z najważniejszych głosów amerykańskiej polityki w sprawie konfliktu rosyjsko-ukraińskiego, w tym apelowała o silniejszą reakcję USA na szybko eskalujący kryzys na Ukrainie oraz wzywała do zaostrzenia sankcji.

## Życie prywatne
Spartz i jej mąż Jason mieszkają w Noblesville z dwiema córkami. Jest prawosławną chrześcijanką.